# Leichtathletik-Halleneuropameisterschaften 2021/Teilnehmer (Großbritannien & Nordirland)
| Gelbes Symbol für Goldmedaillen mit stilisierten Olympischen Ringen | Graues Symbol für Silbermedaillen mit stilisierten Olympischen Ringen | Braundes Symbol für Bronzemedaillen mit stilisierten Olympischen Ringen |
| ------------------------------------------------------------------- | --------------------------------------------------------------------- | ----------------------------------------------------------------------- |
| 2                                                                   | 4                                                                     | 6                                                                       |

Aus Großbritannien & Nordirland starteten 25 Athletinnen und 21 Athleten bei den Leichtathletik-Halleneuropameisterschaften 2021 in Toruń, die zwölf Medaillen (2 × Gold, 4 × Silber und 6 × Bronze) errangen.
Der Britische Leichtathletikverband hatte am 22. Februar 2021 zunächst 41 Athleten und Athletinnen nominiert und wartete auf die Entscheidung des Europäischen Leichtathletikverbandes (EAA) zur Zulassung weiterer Sportler und Sportlerinnen, da aufgrund der begrenzten Qualifikationsmöglichkeiten wegen der Covid-19-Pandemie der EAA die Auswahlrichtlinien dahingehend geändert hatte, dass auch Athleten ohne Normerfüllung eine Zulassung bekommen konnten. So wuchs die Mannschaft von British Athletics um sechs Personen. Andererseits entschieden der 800-Meter-Läufer Elliot Giles und sein Trainer den Start in Toruń abzusagen und sich auf den nächsten Trainingsblock zur Vorbereitung auf die Olympischen Spiele in Tokio zu konzentrieren. Des Weiteren wurde Philip Sesemann nachnominiert, da Langstrecken- und Straßenläufer Marc Scott zurückzog, der sich auf seine Genesung konzentrieren wollte, um in den USA Rennen zu bestreiten, und zudem bereits die Qualifikationsnorm für die Olympischen Sommerspiele in Tokio erfüllt hatte.

## Ergebnisse

### Frauen

#### Laufdisziplinen
| Athletin                                                                                            | Disziplin         | Vorlauf     | Vorlauf | Halbfinale         | Halbfinale         | Finale             | Finale             |
| Athletin                                                                                            | Disziplin         | Zeit        | Platz   | Zeit               | Platz              | Zeit               | Platz              |
| --------------------------------------------------------------------------------------------------- | ----------------- | ----------- | ------- | ------------------ | ------------------ | ------------------ | ------------------ |
| Jessie Knight                                                                                       | 400 m             | 52,17 s SB  | 13      | 52,22 s            | 6                  | nicht qualifiziert | nicht qualifiziert |
| Ama Pipi                                                                                            | 400 m             | 52,63 s SB  | 9       | 52,54 s SB         | 9                  | nicht qualifiziert | nicht qualifiziert |
| Jodie Williams                                                                                      | 400 m             | 52,35 s     | 6       | 52,09 s PB         | 4                  | 51,73 s PB         | Bronze             |
| Ellie Baker                                                                                         | 800 m             | 2:06,15 min | 23      | 2:03,29 min        | 4                  | 2:04,40 min        | 4                  |
| Isabelle Boffey                                                                                     | 800 m             | 2:04,08 min | 7       | 2:03,34 min        | 5                  | 2:07,26 min        | 6                  |
| Keely Hodgkinson                                                                                    | 800 m             | 2:05,63 min | 17      | 2:03,11 min        | 1                  | 2:03,88 min        | Gold               |
| Holly Archer                                                                                        | 1500 m            | 4:09,77 min | 2       | –––                | –––                | 4:19,91 min        | Silber             |
| Katie Snowden                                                                                       | 1500 m            | 4:10,70 min | 6       | –––                | –––                | 4:21,81 min        | 6                  |
| Amy-Eloise Markovc                                                                                  | 3000 m            | 8:56,26 min | 4       | –––                | –––                | 8:46,43 min        | Gold               |
| Verity Ockenden                                                                                     | 3000 m            | 8:52,60 min | 1       | –––                | –––                | 8:46,60 min PB     | Bronze             |
| Amelia Quirk                                                                                        | 3000 m            | 8:53,21 min | 2       | –––                | –––                | 8:48,82 min PB     | 5                  |
| Emma Nwofor                                                                                         | 60 m Hürden       | 8,24 s      | 30      | nicht qualifiziert | nicht qualifiziert | nicht qualifiziert | nicht qualifiziert |
| Tiffany Porter                                                                                      | 60 m Hürden       | 8,04 s      | 10      | 7,98 s             | 5                  | 7,92 s             | Bronze             |
| Cindy Sember                                                                                        | 60 m Hürden       | 7,99 s =SB  | 5       | 7,89 s =PB         | 3                  | 7,89 s             | Silber             |
| Zoey Clark, Jodie Williams, Ama Pipi, Jessie Knight nicht eingesetzt: Beth Dobbin, Yasmin Liverpool | 4 × 400 m Staffel | –––         | –––     | –––                | –––                | 3:28,20 min        | Silber             |

#### Sprung/Wurf
| Athletin         | Disziplin      | Qualifikation | Qualifikation | Finale             | Finale             |
| Athletin         | Disziplin      | Höhe/Weite    | Platz         | Höhe/Weite         | Platz              |
| ---------------- | -------------- | ------------- | ------------- | ------------------ | ------------------ |
| Emily Borthwick  | Hochsprung     | 1,91 m PB     | 8             | 1,85 m SB          | 8                  |
| Morgan Lake      | Hochsprung     | 1,87 m        | 13            | nicht qualifiziert | nicht qualifiziert |
| Holly Bradshaw   | Stabhochsprung | –––           | –––           | 4,65 m             | Bronze             |
| Abigail Irozuru  | Weitsprung     | 6,44 m SB     | 15            | nicht qualifiziert | nicht qualifiziert |
| Jazmin Sawyers   | Weitsprung     | 6,48 m        | 13            | nicht qualifiziert | nicht qualifiziert |
| Sophie McKinna   | Kugelstoßen    | 17,95 m       | 9             | nicht qualifiziert | nicht qualifiziert |
| Amelia Strickler | Kugelstoßen    | 17,12 m       | 13            | nicht qualifiziert | nicht qualifiziert |

#### Fünfkampf
| Athletin    | Disziplin | 60 m Hürden | Hochsprung | Kugelstoßen | Weitsprung | 800 m       | Punkte | Platz |
| ----------- | --------- | ----------- | ---------- | ----------- | ---------- | ----------- | ------ | ----- |
| Holly Mills | Ergebnis  | 8,22 s =PB  | 1,74 m PB  | 13,22 m     | 6,10 m PB  | 2:13,59 min | 4517   | 5     |
| Holly Mills | Punkte    | 1079        | 903        | 742         | 880        | 913         | 4517   | 5     |

### Männer

#### Laufdisziplinen
| Athlet                                                                                      | Disziplin         | Vorlauf        | Vorlauf | Halbfinale         | Halbfinale         | Finale             | Finale             |
| Athlet                                                                                      | Disziplin         | Zeit           | Platz   | Zeit               | Platz              | Zeit               | Platz              |
| ------------------------------------------------------------------------------------------- | ----------------- | -------------- | ------- | ------------------ | ------------------ | ------------------ | ------------------ |
| Harry Aikines-Aryeetey                                                                      | 60 m              | 6,68 s         | 17      | 6,67 s =SB         | 12                 | nicht qualifiziert | nicht qualifiziert |
| Oliver Bromby                                                                               | 60 m              | 6,70 s         | 20      | 6,64 s SB          | 11                 | nicht qualifiziert | nicht qualifiziert |
| Andrew Robertson                                                                            | 60 m              | 6,60 s SB      | 2       | 6,59 s SB          | 4                  | 6,63 s             | 4                  |
| Joe Brier                                                                                   | 400 m             | 47,08 s        | 19      | nicht qualifiziert | nicht qualifiziert | nicht qualifiziert | nicht qualifiziert |
| Lee Thompson                                                                                | 400 m             | 46,69 s        | 3       | 47,42 s            | 13                 | nicht qualifiziert | nicht qualifiziert |
| James Williams                                                                              | 400 m             | 46,85 s        | 10      | 46,94 s            | 9                  | nicht qualifiziert | nicht qualifiziert |
| Guy Learmonth                                                                               | 800 m             | 1:49,66 min    | 13      | 1:47,92 min        | 8                  | nicht qualifiziert | nicht qualifiziert |
| Jamie Webb                                                                                  | 800 m             | 1:48,72 min    | 5       | 1:45,99 min        | 2                  | 1:46,95 min        | Bronze             |
| Piers Copeland                                                                              | 1500 m            | 3:38,88 min    | 2       | –––                | –––                | 3:39,99 min        | 5                  |
| Archie Davis                                                                                | 1500 m            | 3:41,40 min SB | 19      | –––                | –––                | nicht qualifiziert | nicht qualifiziert |
| Neil Gourley                                                                                | 1500 m            | 3:39,84 min    | 6       | –––                | –––                | 3:45,99 min        | 12                 |
| Andrew Butchart                                                                             | 3000 m            | 7:46,46 min    | 1       | –––                | –––                | 7:52,15 min        | 7                  |
| Jack Rowe                                                                                   | 3000 m            | 7:55,67 min    | 16      | –––                | –––                | 7:53,47 min SB     | 9                  |
| Philip Sesemann                                                                             | 3000 m            | 7:51,70 min    | 11      | –––                | –––                | nicht qualifiziert | nicht qualifiziert |
| Andrew Pozzi                                                                                | 60 m Hürden       | 7,52 s         | 1       | 7,53 s             | 2                  | 7,43 s =PB         | Silber             |
| Joe Brier, Owen Smith, James Williams, Lee Thompson nicht eingesetzt: Efe Okoro, Tom Somers | 4 × 400 m Staffel | –––            | –––     | –––                | –––                | 3:06,70 min        | Bronze             |

#### Sprung/Wurf
| Athlet              | Disziplin      | Qualifikation | Qualifikation | Finale             | Finale             |
| Athlet              | Disziplin      | Höhe/Weite    | Platz         | Höhe/Weite         | Platz              |
| ------------------- | -------------- | ------------- | ------------- | ------------------ | ------------------ |
| Joel Khan           | Stabhochsprung | 2,16 m        | 13            | nicht qualifiziert | nicht qualifiziert |
| Charlie Myers       | Stabhochsprung | 5,35 m        | 13            | nicht qualifiziert | nicht qualifiziert |
| Jacob Fincham-Dukes | Weitsprung     | 7,74 m        | 8             | 7,79 m             | 7                  |